# Ureaplasma loridis
Ureaplasma loridis è una specie di batterio appartenente alla famiglia delle Mycoplasmataceae.